# Byvärma
Byvärma är ett naturreservat i Ljungby kommun i Kronobergs län.

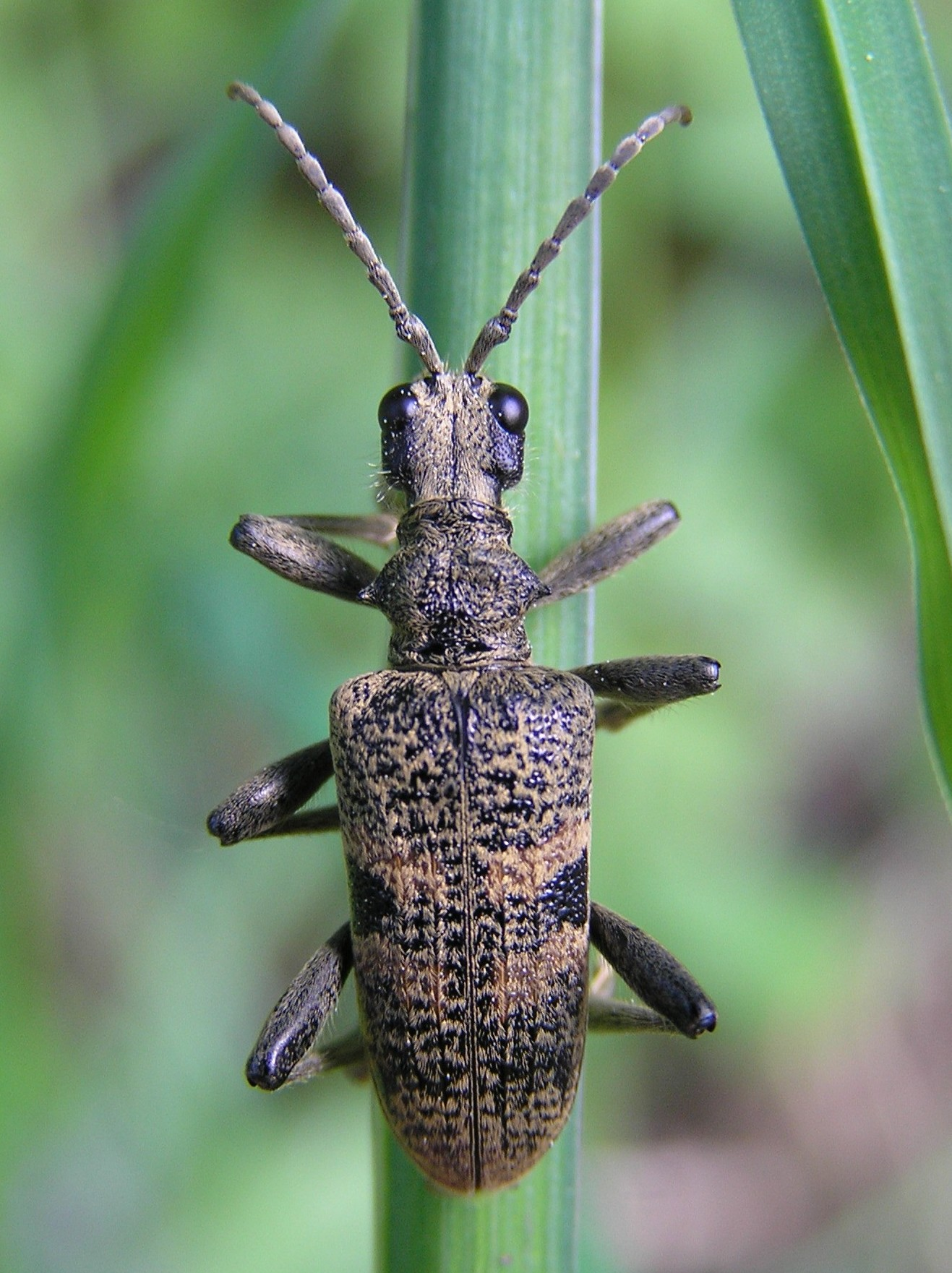
Lövträdlöpare

Reservatet är 41 hektar stort och består av hagmark, lövskog, blandskog, kärr och öar i sjön Möckeln. Det bildades 1993 för att skydda ovanliga eller hotade insektsarter. Skalbaggen Xylophilus corticalis, en halvknäppare, förekommer i området.
Gården Byvärma är ett gammalt säteri. Det finns anor från mitten av 1300-talet. Reservatet ligger här vid Helgeåns utflöde från sjön Möckeln.